# Puzzled
Puzzled (Joy Joy Kid) est un jeu vidéo de puzzle développé et édité par SNK en 1990 sur Neo-Geo MVS, en 1991 sur Neo-Geo AES et en 1994 sur Neo-Geo CD (NGM 021),,.

## Réédition
- Console virtuelle (Japon)